# ولاية كابيسا

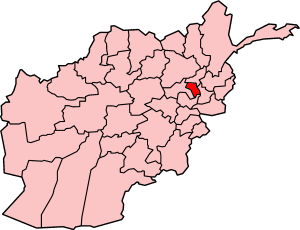
ولاية كابيسا

ولاية کابيسا (کاپيسا: بالباشتو والفارسية) من الولايات الـ 34 بأفغانستان تقع شمال شرقي البلاد تقريباً. عاصمتها مدينة محمود راقي وسکانها ما يناهز 360000 نسمة وتصل مساحتها إلی أکثر من 1842 کيلو متر. يتحدث معظم سکانها اللغة الفارسية مع نسبة لا بأس بها من الباشتو وتعد من الأقاليم الصغيرة في البلاد.

## خلفيّة
تُعتبر كابيسا واحدة من 34 مقاطعة في أفغانستان. تقع في الشمال الشرقي للبلاد. يقدر عدد سكان كابيسا بـ 496840 نسمة، على الرغم من عدم وجود تقدير رسمي قط. تبلغ مساحة المحافظة 1,842 كم 2 مما يجعلها أصغر مقاطعة في البلاد، ومع ذلك فهي أكثر المقاطعات كثافة سكانية باستثناء مقاطعة كابول. يحدها من الشمال مقاطعة بنجشير ومن الشرق مقاطعة لغمان ومن الجنوب مقاطعة كابول ومن الغرب مقاطعة باروان. محمود الراقي هي عاصمة المقاطعة، في حين أن المدينة الأكثر اكتظاظًا بالسكان في كابيسا هي نيجراب. ووردت أنباء عن اشتباكات في الإقليم منذ استيلاء طالبان عام 2021 على أفغانستان. تمامًا مثل باقي أنحاء أفغانستان، تعرض العديد من المواقع التاريخية في كابيسا للنهب من قبل المهربين ثم بيعها في الخارج. خلال عامي 2009 و 2010، اكتشفت قوات الأمن الوطني 27 قطعة أثرية؛ وشملت هذه الآثار القديمة التي تعود إلى 2 قبل الميلاد و 4 قبل الميلاد ومعظمها من منطقة كوهيستان.

## المشهد السياسي والأمني
عبد الستار مراد الذي حکم الإقليم لفترة وجيرة عزله الرئيس حامد کرزاي عن السلطة في يوليو 2007 عقب تصريحاته اللاذعة لإدارتـه والتب وصفها بـ الضعيفة فيما يتعلّق ببسط نفوذها في بلدات کابيسا النائية ومواجهة الحراك الطالباني هناك.

## المديريات
محمود راقي، تکاب، نجراب، کوهستان 1، کوهستان 2، کوه بند وإلة سای.

## الاقتصاد
تُشکّل الزراعة مصدر رزق کابيسا الوحيد. يتدوال الناس أمتعتهم بشکل استعراضي فی السوق المحلية يوماً واحداً في الأسبوع والمعروف عندهم بـ ميلة أي النزهة حيث يتوافد إليها سکان المنطقة من أجل الشراء والبيع.

## الخصائص
توجد بالإقليم مستشفى، ومصنع للمنسوجات ودار سينما والتي تضرّرت إبّان الاحتلال السوفياتي لأفغانستان. تم إنشاء جامعة إبوريحان البيروني بکابيسا مؤخراً، تضمنت کليات الهندسة المدنية، الطب، القانون والآداب. تعاني الولاية من نقص مدارس البنات ولکنها کثرت في الآونة الأخيرة بمساعدة منظمات غير حکومية.

## التورّط الفرنسي الأمريكي

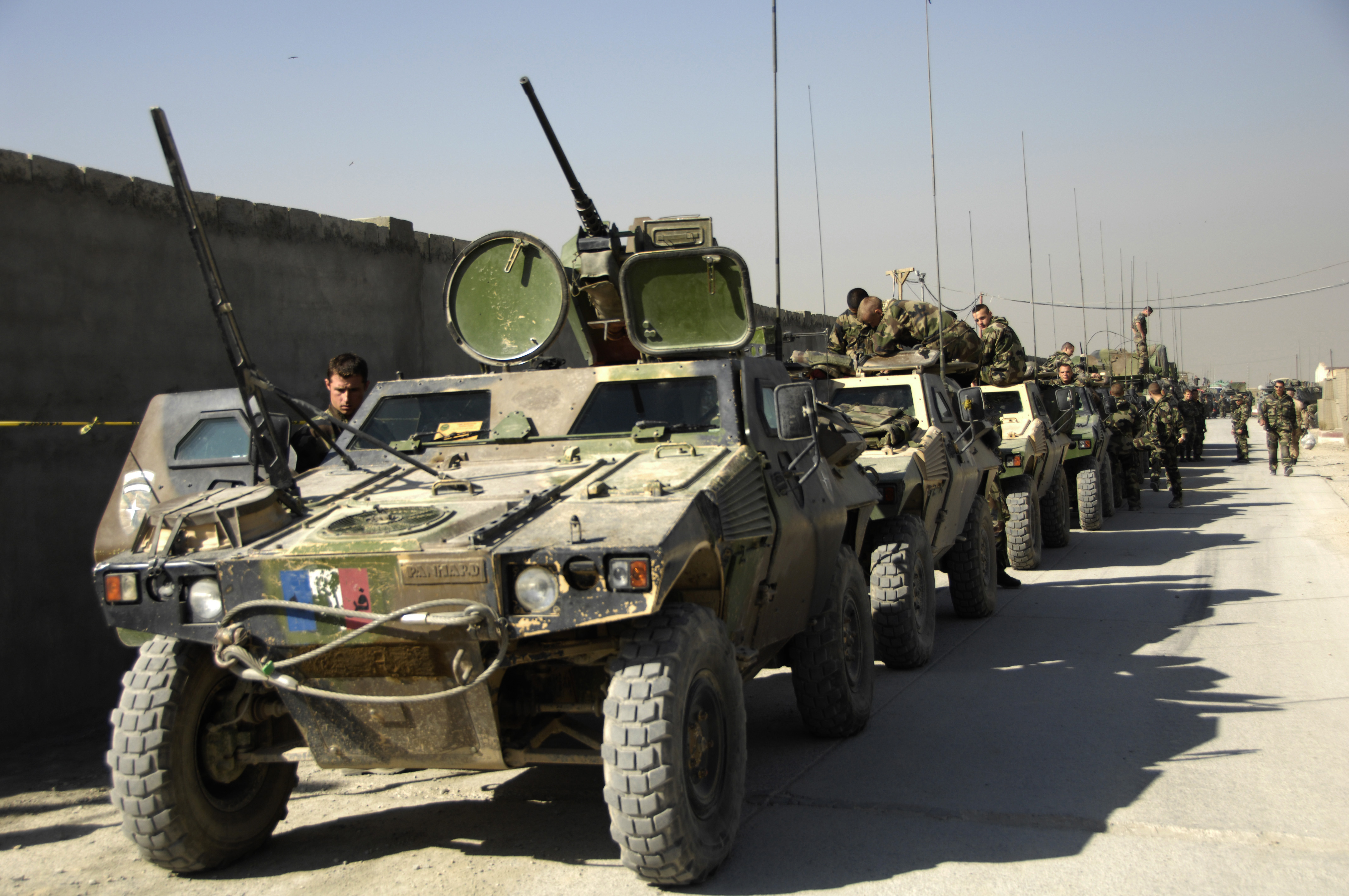
جنود من الجيش الفرنسي يجهزون مركباتهم لقافلة قبل مغادرة المعسكر لعملية النسر، أكتوبر 2008

لقد عكست تجربة فرنسا في أفغانستان مغامرات كل بلد آخر في هذه الدولة الواقعة في آسيا الوسطى. بعض النجاحات الصغيرة تليها بعض الهزائم المدمرة للغاية.  في البداية، والمشاركة الفرنسية في أفغانستان تقتصر على مهمة قوة المساعدة الأمنية الدولية (إيساف) في كابول. مع توسع هذه المهمة لتشمل البلد بأكمله، عززت فرنسا مشاركتها ببطء. بحلول عام 2008، كانت فرنسا مسؤولة وحدها عن كابيسا، ومنطقة في مقاطعة كابول على حدودها. كانت المهمة الفرنسية في أفغانستان محفوفة بالصراع. الجيش الفرنسي قاتل بشدة في أفغانستان وفقد الكثير من الجنود في هذه العملية: 87 منذ عام 2008 (العديد يجادلون بأن هناك المزيد من الوفيات)، خلف الولايات المتحدة وكندا والمملكة المتحدة فقط. ومع ذلك، أعلن الرئيس الفرنسي المنتخب حديثًا فرانسوا هولاند أن القوات الفرنسية ستنسحب من أفغانستان بحلول نهاية عام 2012 - مما أثار تكهنات  حول ما إذا كان هذا يشير إلى أن تحالف الناتو هناك بدأ في الانهيار.

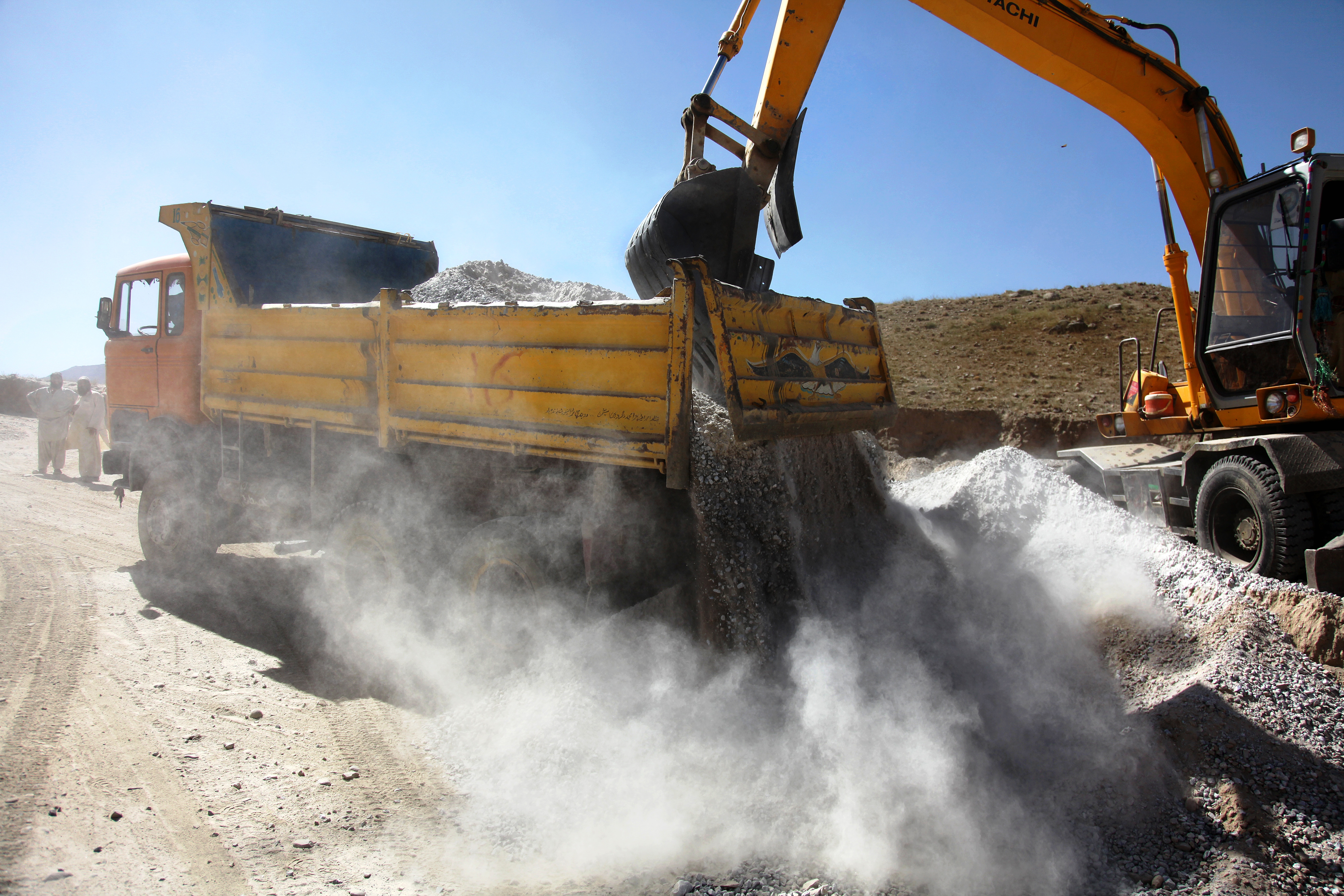
عمال بناء أفغان يعملون في مشروع بناء طريق في محمود راقي.

قبل عام 2012، تم استكمال القوات الفرنسية بالقوات الأمريكية من خلال فرق إعادة الإعمار الإقليمية وفرق التضاريس البشرية. كانت المقاطعة تخدمها فرقة كابيسا للفنون، الواقعة في قاعدة العمليات المتقدمة موراليس-فرايزر في منطقة نيجراب. أجرى فريق إعادة الإعمار الإقليمي عمليات مكافحة التمرد والاستقرار في المقاطعة لأكثر من ست سنوات، بالعمل مع قادة كابيسا على مستوى المقاطعات والمقاطعات، لتعزيز قدرة ومصداقية حكومة جمهورية أفغانستان الإسلامية. شارك فريق إعادة الإعمار الإقليمي في ارتباطات القادة الرئيسيين، واستكشاف المناطق للمشاريع الجديدة وإجراء فحوصات الجودة والزيارات الميدانية على المشاريع القائمة. ينصب التركيز الرئيسي على بناء الطرق والجسور وبناء المدارس وأيضًا إدخال تحسينات على قدرات الطاقة في البنية التحتية الحالية. يتألف الفريق من خبراء وموجهين في القوات الجوية الأمريكية والجيش ووزارة الخارجية والوكالة الأمريكية للتنمية الدولية، وقد سعى إلى العمل عن كثب مع القادة الرئيسيين لتسهيل التنمية. كانت الرؤية تتمثل في تعزيز بيئة مستقرة وآمنة جاهزة للانتقال إلى سيطرة حكومة جمهورية أفغانستان الإسلامية وإدارتها، والتركيز على الاستدامة.

### التحديات
بحلول أغسطس 2008، كانت البعثة الفرنسية تواجه تحديات خطيرة. نصب كمين مروع في سروبي، منطقة مقاطعة كابول التي كانوا مسؤولين عن تسيير دوريات فيها، أسفر عن مقتل 10 جنود فرنسيين. أثارت مذبحة سوروبي نقاشًا أكبر في فرنسا حول الحرب. بعد الاستيلاء على السلطة من الولايات المتحدة، التي مارست سيطرة جزئية على المقاطعة لعدة سنوات قبل ذلك، استمر الفرنسيون في اتباع النهج الذي تقوده الولايات المتحدة بإرسال القوات عبر منطقة ما لقتل المسلحين أو ملاحقتهم بعيدًا. مثل الجيش الأمريكي، لم يطور الفرنسيون أبدًا خطة صلبة لتوطيد انتصاراتهم والبناء على النجاحات - مما ترك العديد من مناطق كابيسا في شد الحبل المستمر بين الفرنسيين والمتمردين.
في أوائل عام 2009، شرعت القوات الفرنسية في حملة كبيرة تهدف إلى استعادة منطقة ألاساي الشرقية التي سيطرت عليها طالبان في العام السابق. منطقة ألاساي هي منجم ذهب استراتيجي: فهي تقع على طول طريق تسلل أساسي إلى باكستان وخارجها، وتوفر وصولاً سهلاً إلى كابول في وادي أساسي يسهل الدفاع عنه (يوجد وديان آخران في منطقة ألاساي)، ويسكنها في الغالب أقلية عرقية الباشاي وبعض النورستاني. في بداية قوة الناتو بقيادة فرنسا، كانت العملية ناجحة في البداية، بسبب الوصول إلى السكان المحليين مسبقًا، استعادوا الوادي بأكمله مع إصابة واحدة خلال يوم واحد من القتال. على الفور تقريبًا، رحب الأفغان في الوادي بالفرنسيين، وبدا أن الأمور تتحسن. ومع ذلك، لم يبقوا. كما في الجهود السابقة «لاكتساح» المقاطعة، تم جر الفرنسيين إلى مهام أخرى، مثل حماية الطريق السريع الرئيسي الذي ينتقل بالمقاطعة من الشمال إلى الجنوب عبر وادي تاجاب المضطرب. ونتيجة لذلك، سقطت ألاساي في أيدي طالبان في وقت لاحق من ذلك العام وتدهور الوضع الأمني في المحافظة. لقد كانت نفس لعبة شد الحبل مرة أخرى، حيث ترك سكان ألاساي محبطين وأقل أمانًا من أي وقت مضى. مع تقدم عام 2009، تعرضت أجزاء أكبر وأكبر من المقاطعة لسيطرة التمرد، مما أدى إلى تعرض العاصمة الإقليمية إلى حد ما لحظر تجول من المسلحين. بحلول عام 2010، توقف الفرنسيون عن الاتصال بنظرائهم في الجيش الأفغاني، وأوقف فريق إعادة الإعمار الإقليمي معظم عملياته.
في أواخر عام 2009، شهدت المقاطعة تدفقًا لقوات إيساف حيث رفع الفرنسيون وجودهم من فرقة عمل ذات قوة كتيبة تحت قوة مهام كوريجان (تكتيكات جماعية بين الجيوش دي كابيسا) إلى فرقة عمل ذات قوة لواء تحت فرقة لافاييت (لواء لا فاييت). في الوقت نفسه، تم نقل كابيسا للفنون، المعروفة سابقًا باسم باروان-كابيسا للفنون، من قاعدة بغرام الجوية إلى فوب موراليس-فرايزر، مع التركيز حصريًا على العمليات في مقاطعة كابيسا خلال السنوات الثلاث التالية.

### معالجة الفساد في المحافظات
استياء الجيش الفرنسي المتزايد من عدم قدرته على إحراز تقدم  أدت إلى توترات مع الأفغان الذين كان من المفترض أن تدعمهم. نشأت هذه التوترات في جزء كبير منها من التحدي الذي تواجهه بعثات إيساف الشاملة لبناء الدعم للحكومة الشرعية في أفغانستان مع واقع الحكومة المحلية المختلة داخل كابيسا. الحاكم الإقليمي، غلام قويس أبو بكر، كان يُنظر إليه على نطاق واسع على أنه فاسد واتهمه المقاولون ومسؤولو المنطقة بتمويل عناصر المتمردين من أجل إبقاء كابيسا غير مستقر بما يكفي للحفاظ على وصول دولارات إعادة الإعمار إلى المحافظة عند مستويات أعلى، وهو ما سيؤدي بدوره إلى توسيع نطاق مشكلة الفساد. في عام 2010، تمت إقالة الحاكم نفسه واتهامه من قبل القوة الدولية للمساعدة الأمنية بالفساد، على الرغم من أن إدارة كرزاي رفضت لاحقًا مقاضاة القضية. القوات الأمريكية، بما في ذلك فريق إعادة الإعمار الإقليمي، اعتقدت أيضًا أن الحاكم نفسه كان مسؤولاً عن مقتل قائد فريق إعادة الإعمار الإقليمي في بانجشير في مايو 2009 (معتقدًا أن قائد فريق إعادة الإعمار الإقليمي في كابيسا هو الهدف الحقيقي) وعن تصعيد الهجمات في شمال كابسيا في خريف عام 2009 بهدف تحولت كل من قوافل فريق إعادة الإعمار الإقليمي والفرنسية أثناء جهود مكافحة التمرد خلال هذه الفترة إلى تاجاب وألاساي.
خلال معظم الفترة التي سبقت ذلك، اختلفت القوات الفرنسية، وقوة المساعدة الأمنية الدولية، وفريق إعادة الإعمار الإقليمي في الولايات المتحدة في استراتيجيات التعامل مع المشكلة ومن يجب التعامل معه بين السكان الأفغان، وفي النهاية سعت إلى اتباع نهج مجلس الشورى على مستوى المقاطعات لتمويل المشاريع على مستوى المجتمع المحلي وتخفيف مخاوف القرويين من المشاريع القائمة وتجاوز قيادة المحافظة. استمرت هذه الإستراتيجية في كسب الدعم عبر عناصر التحالف حيث تم اعتقال المسؤولين الإقليميين لصلتهم بالتمرد.

### الانسحاب الفرنسي
عندما وقع تفجير في منطقة وسط نجراب أسفر عن مقتل أربعة جنود فرنسيين في يونيو 2012، كان للقصف صدى عميق داخل فرنسا: بينما أشار الرئيس هولاند من قبل إلى أنه قد يحتفظ ببعض القوات الفرنسية في البلاد للمساعدة في مهمة التدريب، أعلن لاحقًا انسحابًا كاملاً بحلول يوليو. أصبحت فرنسا خامس أكبر مساهم في تحالف الناتو إيساف، مع ما يقرب من 3300 جندي، وبدأت انسحاب قواتها من أفغانستان في يوليو وأكملته بحلول نهاية عام 2012. انتقل كابيسا إلى السيطرة الأفغانية في المرحلة الثالثة من عمليات النقل المكونة من خمس مراحل. كان سحب القوات الفرنسية بحلول نهاية عام 2012 أحد تعهدات هولاند الانتخابية. يعني التاريخ أن القوات الفرنسية غادرت البلاد قبل عامين من انسحاب الناتو الرئيسي المقرر. دفع الانسحاب الفرنسي المبكر البعض إلى التكهن بأن كابيسا ستصبح فراغًا أمنيًا خارج كابول. لن يكون هذا بالأمر الهين: فقد تم كسر «الحلقة الفولاذية» التي تحيط بالعاصمة الأفغانية  مرات عديدة لدرجة أن القليل منهم يؤمن بأمان العاصمة بعد الآن. العديد من تلك الهجمات المبكرة، قبل تدفق القوات الفرنسية، تم التخطيط لها ودعمها من وادي تاجاب. قلل الوجود الفرنسي هناك من قدرة المسلحين في كابيسا على شن هجمات على كابول. عندما يغادر الفرنسيون، لن يكون لدى الولايات المتحدة القوات لملء الفراغ، مما يترك فرصة كبيرة للمقاتلين شمال كابول للرد. يعتقد معظم سكان المقاطعة أن الوجود الطويل الأمد للقوات الأجنبية في أفغانستان لن يؤدي إلا إلى استمرار دورة الحرب ورحيل الفرنسيين سيضعف موقف طالبان. قُتل أكثر من 60 جنديًا فرنسيًا في كابيسا منذ عام 2008، وأصيب مئات آخرون بجروح خطيرة. بمساعدة الجيش الوطني الأفغاني، نفذت القوات الفرنسية عمليات لصد المتمردين وتمكنت القوات الأفغانية من الحصول على موطئ قدم في وديان كابيسا. لقد أشرفوا على تشكيل اللواء الثالث من الفيلق الأفغاني 201 المنتشر سابقاً في كابيسا والشرطة الأفغانية المسؤولة وحدها عن توفير الأمن في المقاطعة. أقيم حفل انتقالي لمقاطعة كابيسا في 4 يوليو 2012، لإضفاء الطابع الرسمي على النقل الرمزي لمسؤولية المقاطعة من إيساف إلى السلطات الأفغانية كجزء من العملية الانتقالية في الإقليم التي بدأت في 13 مايو 2012؛ بدأت قوات الأمن الأفغانية في تولي زمام المبادرة منذ خريف 2011. ومع ذلك، لا يزال التمرد نشطًا في منطقتي تاجاب وألاساي.

## الجغرافية

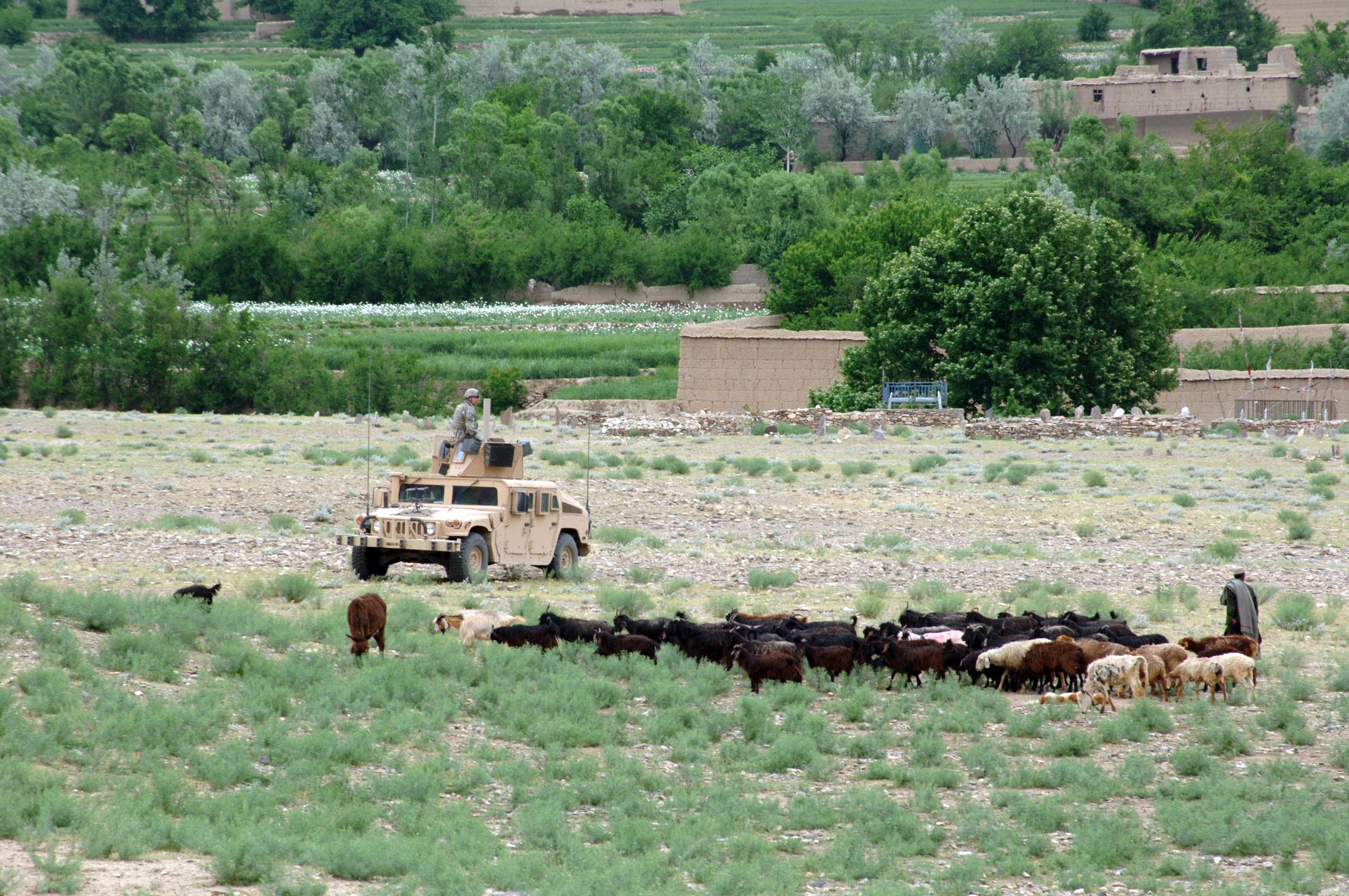
منطقة تاجاب بمحافظة كابيسا بأفغانستان.

تقع محافظة كابيسا 80 كيلومتر إلى الشمال الشرقي من كابول، منظر جبلي صارخ على سطح القمر كان لعدة قرون موطنًا للمسلحين الذين اعتدوا على المسافرين وضايقوا الغزاة في الممرات الجبلية الضيقة. لم تكن الكمائن التي نصبتها قوات الناتو مؤخرًا أمرًا غير مألوف. يحدها من الشمال مقاطعة بنجشير ومن الشرق ولاية لاغمان ومن الجنوب مقاطعة كابول ومن الجنوب الغربي مقاطعة باروان. تبلغ مساحة المحافظة 1,842 نسمة كم 2 مما يجعلها أصغر مقاطعة في كل أفغانستان. تضاريس مقاطعة كابيسا عبارة عن مزيج من القمم العالية ووديان الأنهار الجبلية والسهول الوسطى الضحلة. أعلى نقاط المقاطعة في الشرق، على الحدود مع مقاطعتي بنجشير ولغمان. المقاطعة عبارة عن هلال استراتيجي حارب من قبل العديد من الغزاة منذ فجر التاريخ ومؤخرًا مثل البريطانيين في القرن التاسع عشر والروس في القرن العشرين والآن تحالف الناتو.

## السياسة والأمن

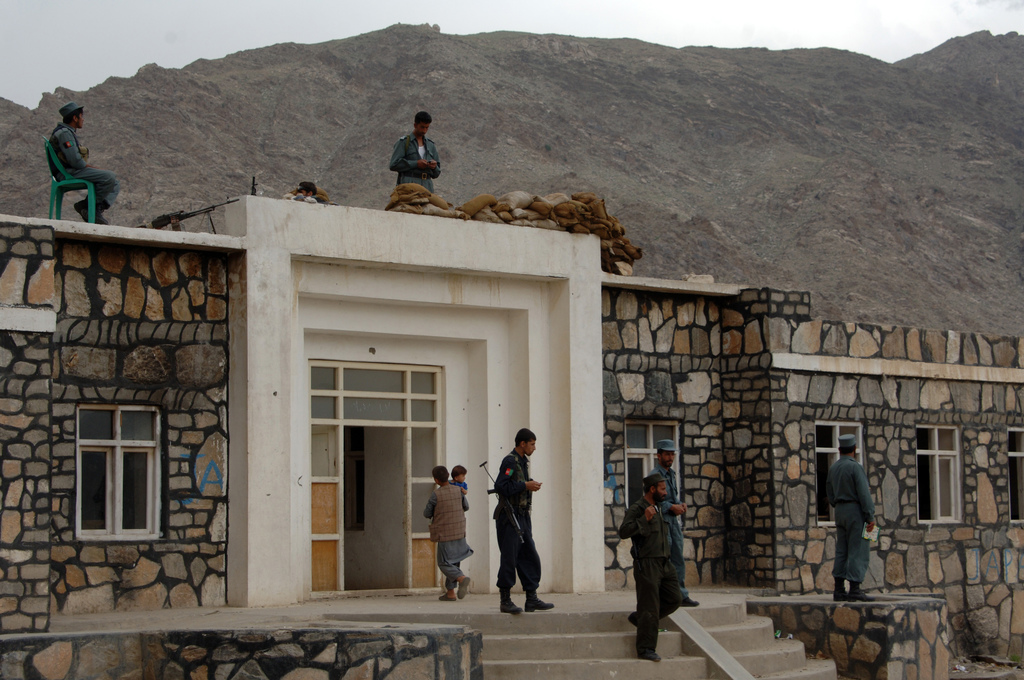
مدرسة ابتدائية في كابيسا مع شرطة آي إن بي تُساعد في التحضير لبرنامج العمل المدني الطبي.

استهدفت مناطق كوهستان ومحمود راقي وكوهباند، وكلها جماعة إسلامية وجميع الطاجيك تقريبًا، مناطق اهتمام التمرد. ولأنهم قريبون بدرجة كافية من كابول، يحسب المسلحون الهجمات هناك على أنها هجمات في كابول. في حين أن مقاطعات تاجاب وألاساي ونجراب هي من أنصار حزب الإسلام قلب الدين وهي خليط من البشتون والطاجيك والباشاي. تأتي أهمية كابيسا لأنها تكمن على طول النهج المؤدي إلى وادي نهر بنجشير، وقد تمكنت معظم الشخصيات الكبرى من الجماعات من تأمين الثروة والسلطة في أفغانستان ما بعد عام 2001، في حين أن معظم شخصيات هيج لم تفعل ذلك. نتيجة لذلك، فإن معظم أعمال العنف في المنطقة ليست في الواقع «طالبان» كما نعتبرها عادة، ولكن مقاتلي HiG (وفي كثير من الحالات بلطجية صغار) يطلقون على أنفسهم طالبان. في يوليو 2007، أقال الرئيس حامد كرزاي عبد الستار مراد من منصبه، وخلفه غلام قويس أبو بكر. كان السبب الظاهري لإقاله مراد هو «الحكم غير الفعال»، لكن المصادر الصحفية كانت تعتقد على نطاق واسع أن مراد تمت إزالته بسبب التعليقات الانتقادية التي أدلى بها في مقابلة مع نيوزويك بشأن عدم فعالية الحكومة المركزية في المناطق النائية من المقاطعة.
ازداد نشاط المتمردين في المحافظة في عامي 2006 و2007. كانت المناطق الجنوبية من الإقليم، ولا سيما منطقة تاغب، موقع اشتباكات متكررة بين القوات الأمريكية والأفغانية وجماعات المتمردين. في 19 يناير 2009، وأدت قوات التحالف العسكرية غارة بالقرب من قرية إنزيري في تاجاب منطقة كابيسا. بينما زعمت قوات التحالف مقتل ما لا يقل عن 15 مسلحًا (بما في ذلك قائد طالبان المحلي)، زعم القرويون المحليون أن العديد من القتلى كانوا في الواقع مدنيين. وانتقد الرئيس الأفغاني حامد كرزاي الغارة بشدة، وصرح بأن مثل هذه الغارات تقوض الحكومة الوطنية. تلقى القرويون ما مجموعه 40 ألف دولار تعزية، وتلقوا اعتذارًا عن مقتل مدنيين. في 17 نوفمبر 2009، أطلق مسلحو طالبان صواريخ على سوق في منطقة تاغب حيث كانت القوات الفرنسية تجتمع مع شيوخ القبائل، مما أسفر عن مقتل 10 مدنيين أفغان وإصابة 28.
يُنظر إلى كابيسا على أنها جزء مهم من الممتلكات في الحرب ضد التمرد في البلاد، وقد أُطلق على المقاطعة اسم «بوابة كابول»، ويُنظر إليها على أنها منطقة مهمة حتى وإن كانت صغيرة بقدر ما هي. جيب مزدحم ومتعدد الأعراق في وديان شديدة الانحدار تحيط به الجبال الشاهقة. لديها أعراق فريدة مثل الباشاي وباراتشي، والبشتون الفريدون مثل آسفي، والعديد من المناطق التي يهيمن عليها الطاجيك. كانت كابيسا موقعًا لعدة محاولات فاشلة لمكافحة التمرد منذ عام 2005. كان هناك ما لا يقل عن عمليتين خاصتين تمسح المنطقة، وثلاث جهود كبيرة على الأقل للتحالف لتطهير الأراضي والسيطرة عليها. مقاطعة كابيسا هي منطقة تشكل حدًا غير مرئي بين منطقة من الغرب والشمال يسكنها طاجيك، ومعادية بشكل عام لحركة طالبان، والوديان شديدة الانحدار إلى الجنوب الشرقي التي يسيطر عليها البشتون والباشاي. الناس، حيث يوجد الكثير من نشاط المتمردين. يقع هذا الانقسام العرقي في قلب تمرد كابيسا. يهيمن الطاجيك على محمود الراقي، عاصمة مقاطعة كابيسا، حيث يوجد عدد أكبر من المقاتلين الذين قاتلوا مع مسعود أكثر من المتعاطفين مع طالبان. موقفهم القوي المناهض لطالبان ليس هو القاعدة في هذه المقاطعة - خاصة في منطقتي تاجاب أو ألاساي. الإقليم ساحة سياسية وعرقية معقدة، فيها الكثير من الغموض تجاه القوات الأجنبية. يمثل Kapisa قصة رمزية لأفغانستان المنقسمة والمراوغة.

### الانتخابات
تم تخصيص أربعة مقاعد لكابيزا في وولسي جيرجا، مجلس النواب في البرلمان الأفغاني، أحدها مخصص للمرشحات. في مسابقة وولسي جيرجا لعام 2010، تم الإدلاء بـ 45271 صوتًا في المقاطعة. أعيد انتخاب المرشح الحالي محمد إقبال صفاعي واحتل المركز الثاني في المنافسة. وجاء مرداد خان نجرابي في المركز الأول في المسابقة، وحل آغا جان في المركز الثالث، وحلّت المرشحة الفائزة طاهرة مجددي في المركز الرابع.

## الرعاية الصحية
انخفضت نسبة الأسر المعيشية التي لديها مياه شرب نظيفة من 27٪ في عام 2005 إلى 15٪ في عام 2011. انخفضت النسبة المئوية للولادات التي تمت تحت إشراف قابلة ماهرة من 12٪ في عام 2005 إلى 7٪ في عام 2011.

## التعليم
انخفض معدل الإلمام بالقراءة والكتابة الإجمالي (6 سنوات فأكثر) من 39٪ في عام 2005 إلى 31٪ في عام 2011. انخفض معدل الالتحاق الصافي الإجمالي (6-13 عامًا) من 60٪ في عام 2005 إلى 55٪ في عام 2011.

## المناطق

مناطق كابيسا

| المنطقة           | المركز       | عدد السكان (2021) | العرق                                                      | ملحوظات                                 |
| ----------------- | ------------ | ----------------- | ---------------------------------------------------------- | --------------------------------------- |
| الاساي            |              | 43.528            | باشاي في النصف العلوي من المقاطعة والبشتون في النصف السفلي |                                         |
| أوال كوهيستان     |              | 78269             | الطاجيك                                                    | تم إنشاؤه عام 2005 داخل مقاطعة كوهيستان |
| هيسا دوم كوهيستان |              | 51774             | الطاجيك                                                    | تم إنشاؤه عام 2005 داخل مقاطعة كوهيستان |
| فرقة كوه          |              | 27.036            | باشاي                                                      |                                         |
| محمود راقي        | محمود الراقي | 72186             | الطاجيك                                                    |                                         |
| نجراب             | نجراب        | 129231            | معظمهم من الطاجيك مع بعض البشتون والباشاي                  |                                         |
| تاجاب             | تاجاب        | 93.004            | البشتون                                                    |                                         |

## التركيبة السكانية

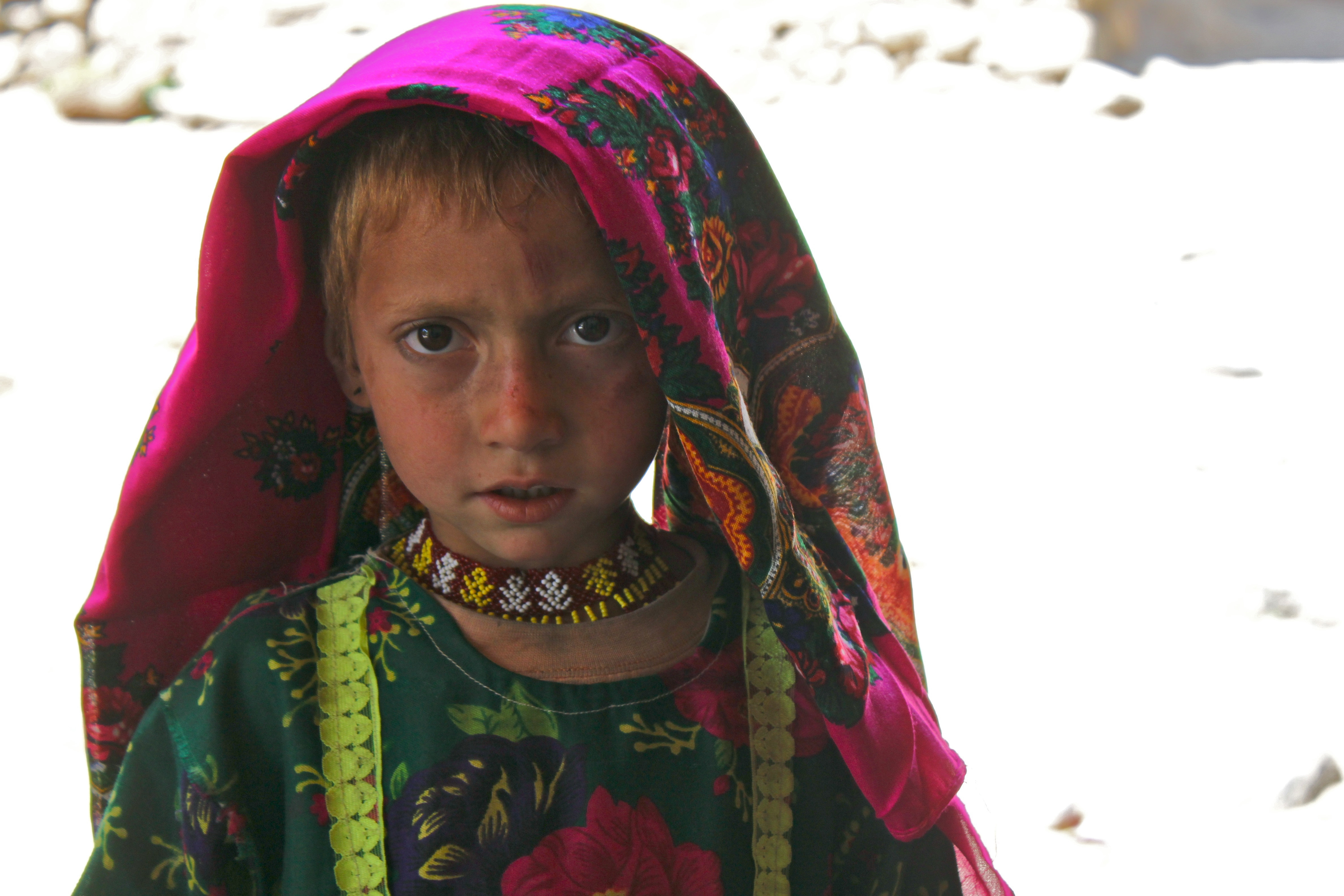
فتاة باشاي شابة ترتدي ثياباً ذات ألوان مميزة ومنقوشة

اعتبارًا من عام 2021، بلغ عدد سكان المقاطعة حوالي 495,028 نسمة. المجموعة العرقية الرئيسية هم الطاجيك الذين يشكلون ما يقرب من 66 ٪ من السكان. البشتون (25٪) والباشاي (9.2٪).

## اقتصاد
الزراعة هي الجزء الأكبر من الاقتصاد. تم إدخال محصول واحد معين، وهو الزعفران، كسلعة تجارية رئيسية في المقاطعة. مرة واحدة في الأسبوع، يحدث يوم تداول (يسمى ميلا). مفهوم الملل قديم، ويُترجم إلى «الحفلة» باللغة الفارسية، حيث يعتبر الحدث حدثًا اجتماعيًا بقدر ما هو يوم تجاري.

## الرياضة
المقاطعة ممثلة في بطولات الكريكيت المحلية الأفغانية من قبل فريق الكريكيت في مقاطعة كابيسا.

## وسائل الراحة
كابيسا هي موطن لجامعة البيروني، التي سميت على اسم العالم الإسلامي البيروني الذي كان من هذه المنطقة. تقدم الجامعة برامج في الزراعة والهندسة والدراسات الإسلامية والقانون والطب والأدب وتقع في منطقة كوهيستان، وقد تم بناء الجامعة من قبل أحمد شاه مسعود. يوجد مستشفى واحد في المحافظة. في السابق، كانت المقاطعة تحتوي على شركة نسيج وسينما، وكلاهما دمر خلال الغزو السوفيتي لأفغانستان. في 18 يونيو 2012، أقيم حفل افتتاح محولات خط الكهرباء ليخدم، في نهاية المطاف، كل محافظة كابيسا، في محمود الرقعي. حيث انطلق المشروع عام 2011 وبتمويل من فرنسا. البرنامج، الذي تكلفته أكثر من 10 ملايين يورو، يتضمن إنشاء خط كهرباء يجب أن يخدم المقاطعة بأكملها. الشريحة الأولى التي تم تمكينها تربط محمود الراقي، عاصمة المقاطعة، السد الكهرومائي ناغلو سوروبي، جنوب كابيسا. في نهاية المطاف، سيسمح البرنامج لـ 40 ألف أفغاني بالاستمتاع بالكهرباء في منازلهم بالإضافة إلى خدمة البنية التحتية العامة: المدارس والمساجد والمراكز الصحية. يتم تنفيذ هذا المشروع من قبل اللواء الفرنسي لا فاييت ووزارة الخارجية الفرنسية.